# Tsutomu Hata
Tsutomu Hata (羽田 孜?, Hata Tsutomu; Tokyo, 24 agosto 1935 – Tokyo, 28 agosto 2017) è stato un politico giapponese.
Nel 1997 partecipò al Vertice Mondiale sul Microcredito svoltosi dal 2 al 4 febbraio a Washington. La presidenza di questo convegno fu affidata a lui, a Hillary Clinton e alla regina Sofia di Grecia.